# Stånggrund (söder om Furuviken, Kristinestad)
Stånggrund är en ö i Finland. Den ligger i Bottenhavet och i kommunen Kristinestad i landskapet Österbotten, i den västra delen av landet. Ön ligger omkring 99 kilometer söder om Vasa och omkring 300 kilometer nordväst om Helsingfors.
Öns area är 2 hektar och dess största längd är 230 meter i sydväst-nordöstlig riktning. I omgivningarna runt Stånggrund växer i huvudsak blandskog. Runt Stånggrund är det glesbefolkat, med 11 invånare per kvadratkilometer. Närmaste större samhälle är Kristinestad, 6,5 km norr om Stånggrund.